# Jess Glynne
Jess Glynne (Londen, 20 oktober 1989) is een Britse singer-songwriter. Ze scoorde internationale hits met nummers als Rather be (2014), My love (2014),  Hold my hand (2015) en These days (2018).

## Carrière

### 2013-2016: Doorbraak &I cry when I laugh
In januari 2014 verscheen Glynnes eerste single, Rather be. Dit was een samenwerking met de band Clean Bandit en werd een groot succes: in onder meer het Verenigd Koninkrijk, Duitsland en Nederland werd het een nummer 1-hit en in vele andere landen (waaronder in de Verenigde Staten) werd de top 10 bereikt. In de Nederlandse Top 40 bleef de single 11 weken bovenaan staan en was het zelfs de grootste hit van 2014.
Op 28 februari 2014 kwam Glynnes tweede single uit: My love. Dit betrof een samenwerking met Route 94. Haar eerste solosingle, getiteld Right here, volgde in juli 2014. In november 2014 bracht ze een tweede nummer uit met Clean Bandit, genaamd Real love. De single was minder populair dan Rather be, maar behaalde toch een mooie tweede plaats in haar thuisland. Naast haar eigen zangcarrière hield Glynne zich in 2014 ook bezig met het schrijven van nummers voor anderen, waaronder Iggy Azalea, Rita Ora, Rudimental en Little Mix.
Haar tweede solosingle kwam uit in maart 2015: Hold my hand, in de zomer van 2015 gevolgd door haar debuutalbum I cry when I laugh. Het album behaalde top 10-noteringen in diverse landen en werd in het Verenigd Koninkrijk bekroond met driemaal platina. Als derde single van het album bracht ze Don't be so hard on yourself uit. Ze werkt ook samen met zangeres Kelela op het nummer All the Way Down van de Hallucinogen ep waarvan ze de tekst samen schrijven.

### 2016-heden:Always in between
In januari 2018 verscheen de single These days, een samenwerking tussen Glynne en Rudimental. Hiermee scoorde de zangeres opnieuw een wereldhit en werd zij de eerste vrouw die zes nummer 1-hits wist te scoren in het Verenigd Koninkrijk. Dit record wist zij in juni 2018 nog scherper te stellen toen het nummer I'll be there haar zevende nummer 1-hit in de Britse hitlijst werd.
Always in between, haar tweede studioalbum, verscheen in oktober 2018. Naast I'll be there bevat dit album ook de singles All I am en Thursday.

## Discografie

### Albums
| Album met eventuele hitnotering(en) in de Nederlandse Album Top 100 | Datum van verschijnen | Datum van binnenkomst | Hoogste positie | Aantal weken | Opmerkingen |
| ------------------------------------------------------------------- | --------------------- | --------------------- | --------------- | ------------ | ----------- |
| I Cry When I Laugh                                                  | 11-09-2015            | 19-09-2015            | 6               | 27           |             |
| Always in Between                                                   | 12-10-2018            | 20-10-2018            | 40              | 1            |             |

| Album met hitnotering(en) in de Vlaamse Ultratop 200 albums | Datum van verschijnen | Datum van binnenkomst | Hoogste positie | Aantal weken | Opmerkingen |
| ----------------------------------------------------------- | --------------------- | --------------------- | --------------- | ------------ | ----------- |
| I Cry When I Laugh                                          | 2015                  | 19-09-2015            | 22              | 14           |             |
| Always in Between                                           | 2018                  | 20-10-2018            | 34              | 3            |             |

### Singles
| Single met eventuele hitnotering(en) in de Nederlandse Top 40 | Datum van verschijnen | Datum van binnenkomst | Hoogste positie | Aantal weken | Opmerkingen                                                                         |
| ------------------------------------------------------------- | --------------------- | --------------------- | --------------- | ------------ | ----------------------------------------------------------------------------------- |
| Rather Be                                                     | 17-01-2014            | 15-02-2014            | 1(11wk)         | 31           | met Clean Bandit / Nr. 1 in de Single Top 100 / Alarmschijf / Hit van het jaar 2014 |
| My Love                                                       | 10-02-2014            | 29-03-2014            | 5               | 22           | met Route 94 / Nr. 9 in de Single Top 100                                           |
| Right Here                                                    | 2014                  | 19-07-2014            | tip12           | -            |                                                                                     |
| Real Love                                                     | 2014                  | 25-10-2014            | tip16           | -            | met Clean Bandit                                                                    |
| Hold My Hand                                                  | 2015                  | 18-04-2015            | 15              | 18           | Nr. 15 in de Single Top 100 / Alarmschijf                                           |
| Not Letting Go                                                | 2015                  | 25-07-2015            | tip2            | -            | met Tinie Tempah / Nr. 98 in de Single Top 100                                      |
| Don't Be So Hard on Yourself                                  | 2015                  | 05-09-2015            | tip1            | -            |                                                                                     |
| Take Me Home                                                  | 2015                  | 31-10-2015            | tip13           | -            | Nr. 100 in de Single Top 100                                                        |
| Ain't Got Far to Go                                           | 2016                  | 02-04-2016            | tip7            | -            |                                                                                     |
| These Days                                                    | 2018                  | 24-02-2018            | 6               | 27           | met Rudimental, Macklemore & Dan Caplen / Nr. 10 in de Single Top 100               |
| All I Am                                                      | 2018                  | 23-09-2018            | tip4            | -            | Nr. 60 in de Single Top 100                                                         |
| Summer's Back                                                 | 2024                  | 13-07-2024            | 38              | 3            | met Alok                                                                            |

| Single met hitnotering(en) in de Vlaamse Ultratop 50 | Datum van verschijnen | Datum van binnenkomst | Hoogste positie | Aantal weken | Opmerkingen                                                          |
| ---------------------------------------------------- | --------------------- | --------------------- | --------------- | ------------ | -------------------------------------------------------------------- |
| Rather Be                                            | 2014                  | 22-02-2014            | 2               | 26           | met Clean Bandit / Nr. 2 in de Radio 2 Top 30                        |
| My Love                                              | 2014                  | 15-03-2014            | 4               | 21           | met Route 94                                                         |
| Right Here                                           | 2014                  | 12-07-2014            | tip9            | -            |                                                                      |
| Real Love                                            | 2014                  | 25-10-2014            | tip9            | -            | met Clean Bandit                                                     |
| Hold My Hand                                         | 2015                  | 23-05-2015            | 15              | 11           |                                                                      |
| Not Letting Go                                       | 2015                  | 13-06-2015            | tip13           |              | met Tinie Tempah                                                     |
| Don't Be So Hard on Yourself                         | 2015                  | 22-08-2015            | tip1            | -            |                                                                      |
| Take Me Home                                         | 2015                  | 28-11-2015            | tip34           | -            |                                                                      |
| Ain't Got Far to Go                                  | 2016                  | 02-04-2016            | tip36           | -            |                                                                      |
| These Days                                           | 2018                  | 24-02-2018            | 3               | 30           | met Rudimental, Macklemore & Dan Caplen / Nr. 1 in de Radio 2 Top 30 |
| Mind on It                                           | 2018                  | 07-04-2018            | tip             | -            | met Yungen                                                           |
| I'll Be There                                        | 2018                  | 19-05-2018            | tip4            | -            |                                                                      |
| All I Am                                             | 2018                  | 25-08-2018            | tip23           | -            |                                                                      |
| So Real (Warriors)                                   | 2018                  | 06-10-2018            | tip             | -            | met Too Many Zooz vs. KDA                                            |
| Thursday                                             | 2018                  | 17-11-2018            | tip             | -            |                                                                      |
| One Touch                                            | 2019                  | 01-06-2019            | tip38           | -            | met Jax Jones                                                        |
| Summer's Back                                        | 2024                  | 06-07-2024            | 31              | 8            | met Alok                                                             |

### NPO Radio 2 Top 2000
| Nummer met noteringen in de NPO Radio 2 Top 2000 | '14  | '15  |
| ------------------------------------------------ | ---- | ---- |
| Rather be (met Clean Bandit)                     | 1658 | 1581 |

1. ↑  Een vetgedrukt getal geeft de hoogste notering aan.
2. ↑  2014 was het eerste jaar met een notering voor dit nummer.
3. ↑  Deze tabel is bijgewerkt tot en met de laatste editie (2024).

- Bibliothèque nationale de France: cb169693761 (data)
- Gemeinsame Normdatei: 1170370500
- International Standard Name Identifier: 0000 0004 5100 8141
- Library of Congress Control Number: no2016008498
- MusicBrainz: 89ccd7c3-b4f8-45a6-a53f-e903eaaf96be
- Virtual International Authority File: 316738414
- WorldCat: E39PBJycMmCcT6VvDjcbdqm68C